# Cersay
Cersay és un municipi francès situat al departament de Deux-Sèvres i a la regió de la Nova Aquitània. L'any 2007 tenia 974 habitants.

## Demografia

### Població
El 2007 la població de fet de Cersay era de 974 persones. Hi havia 392 famílies de les quals 114 eren unipersonals (63 homes vivint sols i 51 dones vivint soles), 129 parelles sense fills, 118 parelles amb fills i 31 famílies monoparentals amb fills.
La població ha evolucionat segons el següent gràfic:
Habitants censats

### Habitatges
El 2007 hi havia 524 habitatges, 414 eren l'habitatge principal de la família, 61 eren segones residències i 49 estaven desocupats. 506 eren cases i 18 eren apartaments. Dels 414 habitatges principals, 327 estaven ocupats pels seus propietaris, 82 estaven llogats i ocupats pels llogaters i 5 estaven cedits a títol gratuït; 1 tenia una cambra, 19 en tenien dues, 56 en tenien tres, 104 en tenien quatre i 234 en tenien cinc o més. 314 habitatges disposaven pel capbaix d'una plaça de pàrquing. A 212 habitatges hi havia un automòbil i a 167 n'hi havia dos o més.

### Piràmide de població
La piràmide de població per edats i sexe el 2009 era:
| Homes | Edats   | Dones |
| ----- | ------- | ----- |
| 0     | 95 o +  | 0     |
| 8     | 90 a 94 | 8     |
| 4     | 85 a 89 | 20    |
| 4     | 80 a 84 | 12    |
| 12    | 75 a 79 | 44    |
| 16    | 70 a 74 | 24    |
| 44    | 65 a 69 | 36    |
| 40    | 60 a 64 | 36    |
| 28    | 55 a 59 | 32    |
| 28    | 50 a 54 | 44    |
| 20    | 45 a 49 | 12    |
| 48    | 40 a 44 | 20    |
| 28    | 35 a 39 | 52    |
| 20    | 30 a 34 | 20    |
| 40    | 25 a 29 | 24    |
| 36    | 20 a 24 | 24    |
| 32    | 15 a 19 | 4     |
| 24    | 10 a 14 | 36    |
| 40    | 5 a 9   | 40    |
| 28    | 0 a 4   | 28    |

## Economia
El 2007 la població en edat de treballar era de 571 persones, 386 eren actives i 185 eren inactives. De les 386 persones actives 331 estaven ocupades (190 homes i 141 dones) i 53 estaven aturades (25 homes i 28 dones). De les 185 persones inactives 87 estaven jubilades, 37 estaven estudiant i 61 estaven classificades com a «altres inactius».

### Ingressos
El 2009 a Cersay hi havia 423 unitats fiscals que integraven 1.009 persones, la mediana anual d'ingressos fiscals per persona era de 13.993 €.

### Activitats econòmiques
Dels 40 establiments que hi havia el 2007, 1 era d'una empresa extractiva, 1 d'una empresa alimentària, 2 d'empreses de fabricació d'altres productes industrials, 9 d'empreses de construcció, 9 d'empreses de comerç i reparació d'automòbils, 1 d'una empresa de transport, 3 d'empreses d'hostatgeria i restauració, 2 d'empreses financeres, 4 d'empreses immobiliàries, 2 d'empreses de serveis, 3 d'entitats de l'administració pública i 3 d'empreses classificades com a «altres activitats de serveis».
Dels 12 establiments de servei als particulars que hi havia el 2009, 1 era una oficina bancària, 1 taller de reparació d'automòbils i de material agrícola, 2 paletes, 3 guixaires pintors, 3 fusteries, 1 perruqueria i 1 restaurant.
Dels 5 establiments comercials que hi havia el 2009, 2 eren grans superfícies de material de bricolatge, 1 una botiga de menys de 120 m², 1 una fleca i 1 una botiga de roba.
L'any 2000 a Cersay hi havia 54 explotacions agrícoles que ocupaven un total de 3.444 hectàrees.

## Equipaments sanitaris i escolars
L'únic equipament sanitari que hi havia el 2009 era una farmàcia.
El 2009 hi havia una escola elemental.

## Poblacions més properes
El següent diagrama mostra les poblacions més properes.